# Ankinovichite
L'ankinovichite è un minerale.